# Rio Drăculea (Milăşelu)
O Rio Drăculea é um rio da Romênia, afluente do Milăşelu, localizado no distrito de Mureş.